# Albert Grießmeyer
Albert Christof Gottlieb Eugen Grießmeyer (* 20. November 1879 in Ansbach; † 30. März 1967 in München) war ein deutscher Verwaltungsjurist und Ministerialbeamter. Von 1931 bis 1937 war er der letzte Präsident der Reichsversicherungsanstalt für Angestellte (RfA).

## Leben
Nach Jurastudium und Wehrdienst in der Bayerischen Armee reiste Grießmeyer nach China aus und erhielt am 6. Februar 1907 seine erste außeretatmäßige Anstellung als Intendanturassessor an der Intendantur Kiautschou. Ab dem 1. August 1908 war seine Anstellung auch etatmäßig. Am 14. Dezember 1912 erhielt er dann den Charakter eines Intendanturrats. Ab dem 27. September 1913 wurde er auch etatmäßig als solcher geführt. Zu dieser Zeit war er Stellvertreter des Leiters der Intendantur Kiautschou. Bei Ausbruch des Ersten Weltkriegs wurde Grießmeyer als Oberleutnant der Reserve im Stab des Gouvernements in Tsingtau eingesetzt. Nach der Belagerung von Tsingtau und der Einnahme der Stadt durch japanische Streitkräfte kam Grießmeyer in japanische Kriegsgefangenschaft. Im Dezember 1919 wurde er entlassen und kehrte nach Deutschland zurück. Grießmeyer war daraufhin bei der Reichsversicherungsanstalt für Angestellte in Berlin tätig und wurde am 13. Februar 1931 deren dritter und letzter Präsident. Ab dem 1. Januar 1935 war er außerdem der alleinige Betriebsleiter.
Obwohl jüdischen Ärzten ab 1933 das Praktizieren verboten war und alle nicht-deutschen Ärzte ab dem 1. August 1933 aus der RfA entlassen werden mussten, blieben unter Grießmeyers Präsidentschaft einige jüdische Ärzte weiterhin im Dienst der RfA. Für einen speziellen Fall, in dem ein jüdischer Lungenarzt einen Leistungsberechtigten behandelt hatte, wurde Grießmeyer verklagt. Die Anklage wurde 1936 wegen mangelnder Beweise fallengelassen. Zum 1. Mai 1933 trat er in die NSDAP (1935–1936 vorübergehender Ausschluss) ein (Mitgliedsnummer 2.826.206), auch wurde er SS-Mitglied (Scharführer).
Seit dem Studium war er Mitglied der Studentenverbindung Akademischer Gesangverein München im SV.

## Familie
Grießmeier heiratete im Juli 1907 Elisabeth Adele Hering (* 1882 in Nürnberg). Während seiner Kriegsgefangenschaft hielt sich seine Frau in Shanghai auf, wo sie am 1. Oktober 1915 verstarb. Grießmeyer heiratete nach seiner Rückkehr nach Deutschland im Dezember 1920 Elly Wanda Plattner (1883–1967).

## Veröffentlichungen

### Praktische Ratgeber
Grießmeyer gab in seiner Zeit als Präsident der Reichsversicherungsanstalt eine Reihe von Schriften mit praktischen Informationen zu Versicherungsthemen heraus. So zum Beispiel:
- Die Altersversorgung des Handwerksmeisters, zusammen mit Felix Schüler. Sozialpolitischer Nachrichtendienst, 1939.[4]
- als Hrsg.: Monatsschrift für Arbeiter und Angestellten-Versicherung. Springer Verlag. Berlin.[5]

### Weitere Veröffentlichungen
- 25 Jahre Angestelltenversicherung 1913-1937. Geleitwort zur Festschrift. Otto Elsner Verlag, Berlin 1937.